# Матвійків Олег Михайлович
Оле́г Миха́йлович Матві́йків — доктор технічних наук, професор кафедри систем автоматизованого проектування, Інституту комп'ютерних наук та інформаційних технологій, перший проректор Національного університету «Львівська політехніка».

## Загальна інформація
Дата народження: 13 березня 1965 року.
Освіта
- Львівський політехнічний інститут, радіотехнічний факультет,1989 р. Спеціальність: конструювання і виробництво радіоапаратури;

- аспірантура, Санкт-Петербурзький електротехнічний університет, кафедра «Мікроелектроніка», 1990—1993;

- кандидатська дисертація «Розробка моделей і методів газофазного осадження в вузлах складної форми для технологічних САПР РЕЗ», Державний університет «Львівська політехніка», 1995. Спеціальність 05.13.05 — системи автоматизації проектування;

- Докторантура, Національний університет «Львівська політехніка», кафедра систем автоматизованого проектування, 2010—2012;

- Докторська дисертація «Моделі та методи мультимасштабного проектування рідинних мікросистем», 2015. Спеціальність 05.13.12 — системи автоматизації проектувальних робіт.[1]

Професійна діяльність:
1989—1990 — інженер НДІ ТТ «Електрон», Львів;
1990—1993 — аспірант, Санкт-Петербургський електротехнічнийуніверситет;
1994—1998 — асистент кафедри САПР ДУ «Львівська політехніка»;
2000—2001 — програміст «Allied Media Production GmBH», Ерфурт (Німеччина);
1999—2009 — доцент кафедри кафедри САПР;
2010—2012 — докторант кафедри кафедри САПР;
2013—2015 — доцент кафедри кафедри САПР;
2016—2017 — професор кафедри кафедри САПР;
2017 — 2019 — Проректор з науково-педагогічної роботи та міжнародних зв'язків [[Національний університет Національний університет «Львівська політехніка»|Національного університету «Львівська політехніка»]].
2019 — теперишній час — Перший проректор [[Національний університет Національний університет «Львівська політехніка»|Національного університету «Львівська політехніка»]]

## Наукові інтереси
- МЕМС, Лаб-он-Чіп, Мікрофлюїдика: проектування, моделювання та аналіз мікрофлюїдних та мікроелектромеханічних систем;
- мультимасштабні процеси в складних об'єктах і системах: мультимасштабне моделювання та аналіз на макро-/ мезо-/ мікро- і нано- рівнях;
- застосування МСЕ для моделювання та аналізу складних об'єктів і систем;
- проектування, моделювання та аналіз складних технічних об'єктів, процесів і систем засобами САПР (CAD/CAM/CAE);
- проектування та розроблення заказних програмних продуктів та комп'ютерних інформаційних систем;

## Вибрані публікації
2016 рік
1. Ромака В. А., Корж Р. О., Гарасим Ю. Р., Матвійків М. Д., Вус Б. С., Матвійків О. М. Елементи та компоненти електронних пристроїв: підручник / Львів: «Львівська політехніка», 2015. — 496c.
2. Lizanets D., Matviykiv O., Yurchak I. Modeling of biologcal cells deformation in microfluidic systems // Вісник Національного університету «Львівська політехніка». Серія «Комп'ютерні системи проектування. Теорія і практика». — 2015. — № 828. — P. 20-24.
3. Faitas Oleg, Matviykiv Oleh, Kryvyy Rostyslav. Methodology of Spectral Diagnostics Automation Using Micro Flow Systems // Перспективні технології і методи проектування МЕМС (MEMSTECH 2016): матеріали XII Міжнародної науково-технічної конференції (20-24 квітня 2016, Львів-Поляна, Україна). — 2016. — P. 81-83. (SciVerse SCOPUS).
4. Halushko O., Matviykiv O. An Overview of Multiscale Modeling Techniques and Methods for MEMS Simulation // Перспективні технології і методи проектування МЕМС (MEMSTECH 2016): матеріали XII Міжнародної науково-технічної конференції (20-24 квітня 2016, Львів-Поляна, Україна). — 2016. — P. 9-11. (SciVerse SCOPUS).
5. Danylo Lizanets, Oleh Matviykiv. Modeling of the Thin Microscopic Shells for Microfluidic Cell Analysis // Перспективні технології і методи проектування МЕМС (MEMSTECH 2016): матеріали XII Міжнародної науково-технічної конференції (20-24 квітня 2016, Львів-Поляна, Україна). — 2016. — P. 34-36. (SciVerse SCOPUS).
6. Danylo Lizanets, Mykhaylo Lobur, Oleh Matviykiv. Models Based on Mechanical Properties of Biological Cells in Microfluidics // Machine Dynamics Research — 2015. — Vol.39, № 3. — P. 127—135.

2015 рік
1. O. Matviykiv. Mesoscale modeling of complex microfluidic flows // Econtechmod: an international quarterly journal on economics in technology, new technologies and modelling processes. — Lublin ; Rzeszow, 2014. — Volum 3, nomber 1. — P. 79-87. [IndexCopernicus]
2. O. Faitas, O. Matviykiv. Adapted Methodology for Design Micro Liquid System // Перспективні технології і методи проектування МЕМС: матеріали дванадцятої міжнар. конф. MEMSTECH 2015, 2-6 вересня 2015, Поляна, Україна / Національний Університет «Львівська Політехніка» — Л. : Вежа і Ко, 2015 — C.1-3-Парал.тит.арк.англ.
3. O. Faitas, O. Matviykiv. Informational Model for Microfluidic System // Перспективні технології і методи проектування МЕМС: матеріали дванадцятої міжнар. конф. MEMSTECH 2015, 2-6 вересня 2015, Поляна, Україна / Національний Університет «Львівська Політехніка» — Л. : Вежа і Ко, 2015 — C.34-36-Парал.тит.арк.англ.
4. O. Halushko, O. Matviykiv., D. Lizanets. Concept of a Software Tool for Thermal Modeling of Microfluidic Lab-Chip Devices // Досвід розробки і застосування САПР в мікроелектроніці: матеріали XIII міжнародної конференції CADSM-2015, 24-27 лютого 2015, Поляна, Україна / Національний Університет «Львівська Політехніка». — Л.: Вежа і Ко, 2015 — C.24-27- Парал.тит.арк.англ.
5. O. Halushko, O. Matviykiv. Data Management for Distributive Collaborative CAD System // Перспективні технології і методи проектування МЕМС: матеріали дванадцятої міжнар. конф. MEMSTECH 2015, 2-6 вересня 2015, Поляна, Україна / Національний Університет «Львівська Політехніка». — Л.: Вежа і Ко, 2015 — C.18-20-Парал.тит.арк.англ.
6. D. Lizanets, O. Matviykiv, M. Lobur. Software for optical detection module for microfluidic devices // Досвід розробки і застосування САПР в мікроелектроніці: матеріали XIII міжнародної конференції CADSM-2015, 24-27 лютого 2015, Поляна, Україна / Національний Університет «Львівська Політехніка». — Л.: Вежа і Ко, 2015 — C.122 — 125-Парал.тит.арк.англ.
7. D. Lizanets, O. Matviykiv, M. Lobur. Software for Optical Detection Modulefor Microfluidic Devices // Досвід розробки і застосування САПР в мікроелектроніці: матеріали XIII міжнародної конференції CADSM-2015, 24-27 лютого 2015, Поляна, Україна / Національний Університет «Львівська Політехніка». — Л.: Вежа і Ко, 2015 — C.122-125-Парал.тит.арк.англ.
8. M. Lobur, O. Matviykiv, D. Lizanets. Cells Modeling Approaches for Microfluidic Biodevices // Перспективні технології і методи проектування МЕМС: матеріали дванадцятої міжнар. конф. MEMSTECH 2015, 2-6 вересня 2015, Поляна, Україна / Національний Університет «Львівська Політехніка»– Л.: Вежа і Ко, 2015 — C.11-13-Парал.тит.арк.англ.
9. M.V. Lobur, Y.M.Yashchyshyn, P.V. Livchak, N.A. Andrushchak, O.M. Matviykiv, M.I. Andriychuk, O. Farafonov, M. Mischenko, N. Furmanova, J. Lacik, O. Wilfert, Z. Raida. Development of Master Degree Program on Design and Application of Reconfigurable Smart Radioelectronic Devices // Досвід розробки і застосування САПР в мікроелектроніці: матеріали XIII міжнародної конференції CADSM-2015, 24-27 лютого 2015, Поляна, Україна / Національний Університет «Львівська Політехніка». — Л.: Вежа і Ко, 2015 — C.122-125- Парал.тит.арк.англ.
10. O. Kykush, O. Matviykiv. Expert system design of malfunctions diagnostics // САПР у проектуванні машин. Питання впровадження та навчання: матеріали XXIII Міжнародної Українсько-польської конференції CADMD2015, 9-10 жовтня 2015., Бохніа, Польща /Л.: Видавництво Варшавської політехніки, 2015 — С.29 — 30.
11. O. Matviykiv, M. Lobur, D. Lizanets, O. Halushko. Multiscale Modeling of Droplets Manipulation in Lab-Chip Device // Microtechnology and Thermal Problems in Electronics: Materials of the Int. Conf. (MicroTherm2015), Lodz, Poland. — Lodz University of Technology Publishing House, Lodz. — 2015. — P. 96-97.
12. D. Lizanets, O. Matviykiv, M. Lobur. Models based on mechanical properties of biological cells in microfluidics // САПР у проектуванні машин. Питання впровадження та навчання: матеріали XXIII Міжнародної Українсько-польської конференції CADMD2015, 9-10 жовтня 2015., Бохніа, Польща /Л.: Видавництво Варшавської політехніки, 2015 — С.31 — 33.

2014 рік
1. Faitas Oleg, Matviykiv Oleh. Design Methodology for Opto-Microfluidic Devices // Перспективні технології і методи проектування МЕМС: матеріали десятої міжнар. конф. MEMSTECH 2014, 22-24 червня 2014, Львів, Україна / Нац. ун-т «Львів. політехніка»- Л.: Вежа і Ко, 2014 — C.14-Парал.тит.арк.англ.
2. Matviykiv Oleh, Szermer Michal, Augustyniak Izabela. Bio-Particles Flow Model for Computer-Aided Design of Lab-Chip Devices // Перспективні технології і методи проектування МЕМС: матеріали десятої міжнар. конф. MEMSTECH 2014, 22-24 червня 2014, Львів, Україна / Нац. ун-т «Львів. політехніка»- Л.: Вежа і Ко, 2014 — C.6-7-Парал.тит.арк.англ.
3. Oleg Faitas, Oleh Matviykiv. Automatic Spectroscopic Diagnostics Tool for Microfluidic POC Systems // САПР у проектуванні машин. Питання впровадження та навчання: матеріали двадцять другої Міжнар. українсько-польської конф. CADMD2014, 10-11 жовтня 2014., Львів, Україна /Л.: Вид-во Нац.ун-ту «Львів. політехніка», 2014- С.148-150-Парал.тит.арк.англ.
4. Kryvyy Rostyslav, Melnyk Mykhaylo, Matviykiv Oleh, Zajac Piotr, Maj Cezary, Szermer Michal. Using Comsol Multiphysics for Modeling Processes in Microbolometer // Перспективні технології і методи проектування МЕМС: матеріали десятої міжнар. конф. MEMSTECH 2014, 22-24 червня 2014, Львів, Україна / Нац. ун-т «Львів. політехніка»- Л.: Вежа і Ко, 2014 — C.48-50-Парал.тит.арк.англ.
5. Oleh Matviykiv, Bohdan Dmytryshyn, Oleg Faitas. Multiphase Flow Models for Applications in Microfluidic Mechanics // Journal Machine Dynamics Research.-Poland, Warsaw University of Technology- 2013- Vol.3, No. 2-P.71-75.
6. Matviykiv O. Collaborative Framework for Multiscale Design of mkFluidic BioMEMS // Machine Dynamics Research, Vol. 37, No 3.pp.53-60 — Bibliogr.: 5 titles.
7. Nazariy Jaworski, Ihor Farmaga, Oleh Matviykiv, Mykhaylo Lobur, Piotr Spiewak, Lukasz Ciupinski, Krzysztof J Kurzydlowski. Thermal Analysis Methods for Design of Composite Materials with Complex Structure // Electrochemical Conference on Energy & the Environment (ECEE), Meeting Abstracts, vol 6, pp. 585—585, The Electrochemical Society, Shanghai, China, 2014/4/1. — Bibliogr.: 0 titles.
8. Matviykiv O., Lobur M., Napieralski A., Szermer M., Zabierowski W., Augustyniak I. Multiscale Flow Model for Simulation of Biofluidic Mixtures in Lab-Chip Devices // Proc.of 21st International Conference «Mixed Design of Integrated Circuits and Systems» MIXDES 2014, Lublin, Poland, June 19 — 21, 2014.pp.89-92- Bibliogr.: 8 titles.
9. Augustyniak I. Kubicki W., Dziuban J., (Lizanets D.), Matviykiv O., Lobur M. Measurement Set-up for Lab-on-a-chip Fluorimetric Detection // Proc.of 21st International Conference «Mixed Design of Integrated Circuits and Systems» MIXDES 2014, Lublin, Poland, June 19 — 21, 2014. pp.85-88.- Bibliogr.: 1 titles.

| Володимир Вернадський | Це незавершена стаття про українського науковця. Ви можете допомогти проєкту, виправивши або дописавши її. |

1. 1 2 3  Кафедра Систем Автоматизованого Проектування. cad.lpnu.ua. Процитовано 14 травня 2025.